# Зимняя помощь
«Зи́мняя по́мощь» (нем. Winterhilfswerk des Deutschen Volkes, WHW — зи́мняя по́мощь неме́цкого наро́да) — ежегодная кампания в нацистской Германии по сбору средств на топливо для бедных. Также фонд средств, собранных в помощь бедным и безработным. Основанный 13 сентября 1933 г. фонд ставил своей целью укрепление «народной общности» и снижение финансовой нагрузки на государство. Позднее «Зимней помощи» также поручались пропагандистские задачи по быстрой и наглядной ликвидации последствий военных разрушений и по борьбе с бедностью. Деятельность организации входила в компетенцию имперского министерства народного просвещения и пропаганды, организационно «Зимняя помощь» входила в состав «Национал-социалистической народной благотворительности».

## Идеи и история общества
Концепция «Зимней помощи» была популярна также во франкистской Испании, где кампания по сбору средств носила название Auxilio de Invierno.
Финансирование фонда осуществлялось на основе системы сборов, пожертвований, лотерей, добровольной передачи фонду заработной платы, а также выполнения общественно-полезных работ. Сборы на улицах и по домам с продажей значков в зимние месяцы (с 1933 по 1943 гг. было выпущено около 8 тысяч различных значков) всячески поддерживались нацистской пропагандой и имели большой общественный резонанс. Участвовать в сборах вызывались многие знаменитые люди искусства и политики. В сборе средств в рамках «Зимней помощи» активно участвовали молодёжные организации нацистской Германии — гитлерюгенд и Союз немецких девушек. Производство значков, организованное в Тюрингии и Габлонце, играло большую роль в экономике этих регионов.
Кроме значков «Зимняя помощь» также распространяла пропагандистские буклеты в форме книжек-малюток, которые можно было повесить на рождественскую ель. Такая книжица сплошь состояла из портретов фюрера — с улыбающимися гражданами рейха, в рейхсканцелярии, с рабочими, с пожилой крестьянкой и заканчивалась кратким обращением Роберта Лея.
Кроме того, в первые воскресения месяца с октября по март проходила акция «воскресный айнтопф»: немецкий народ в одно из воскресений месяца должен был проявлять солидарность и готовить на обед только айнтопф. Местные партийные работники НСДАП обходили дома и собирали взносы в пользу «Зимней помощи» в размере 50 пфеннигов, которые, как посчитали в руководстве, составляет разницу в расходах между обычным воскресным обедом и айнтопфом.
За первый зимний сезон «Зимняя помощь» собрала, согласно официальным данным, 358,1 млн рейхсмарок. Старт второму сезону «Зимней помощи» дал 9 октября 1934 г. Адольф Гитлер. Размер собранных сумм последовательно возрастал в последующие годы, однако финансовая отчётность «Зимней помощи» общественности не предоставлялась.
У организации была своя символика, а также свой гимн: Wir kämpfen für Ehre, für Freiheit und für Brot, / Wir wollen besiegen die drückende Not, / Es soll heut' keiner hungern mehr, / Dafür bürgen wir mit unserer Ehr', / Dem Führer woll’n wir immerdar getreu zur Seite steh’n, / Ein einig' Volk im Glück un Not soll niemals untergeh’n.

## Статистика
| Годы    | Собрано, млн. рейхсмарок | Современный эквивалент, млрд. € |
| ------- | ------------------------ | ------------------------------- |
| 1933-34 | 358,1                    | 1,6                             |
| 1934-35 | 367,4                    | 1,6                             |
| 1935-36 | 364,5                    | 1,5                             |
| 1936-37 | 415,2                    | 1,7                             |
| 1937-38 | 419,0                    | 1,7                             |
| 1938-39 | 566,0                    | 2,3                             |
| 1939-40 | 680,1                    | 2,8                             |
| 1940-41 | 916,2                    | 3,6                             |
| 1942-43 | 1595                     | 6,2                             |

## Любопытные факты
- Традиция ежегодных новогодних симфонических концертов в Вене берёт начало с программы «Зимняя помощь»[1].
- Продовольственные пакеты, которая собирала «Зимняя помощь», назывались «фунтовое пожертвование», нем. Pfundspende.